# بدوطر جميل
بدوطر جميل (الاسم العلمي: Bodotria pulchella) هو نوع من المفصليات يتبع جنس البدوطر من الفصيلة البدوطرية.